# Kanton Brioux-sur-Boutonne
Kanton Brioux-sur-Boutonne is een voormalig kanton van het Franse departement Deux-Sèvres. Kanton Brioux-sur-Boutonne maakte deel uit van het arrondissement Niort en telde 6343 inwoners (1999). Het werd opgeheven bij decreet van 18 februari 2014 met uitwerking op 22 maart 2015.

## Gemeenten
Het kanton Brioux-sur-Boutonne omvatte de volgende gemeenten:
- Asnières-en-Poitou
- Brieuil-sur-Chizé
- Brioux-sur-Boutonne (hoofdplaats)
- Chérigné
- Chizé
- Ensigné
- Juillé
- Les Fosses
- Le Vert
- Luché-sur-Brioux
- Lusseray
- Paizay-le-Chapt
- Périgné
- Secondigné-sur-Belle
- Séligné
- Vernoux-sur-Boutonne
- Villefollet
- Villiers-en-Bois
- Villiers-sur-Chizé